# Alpensztok

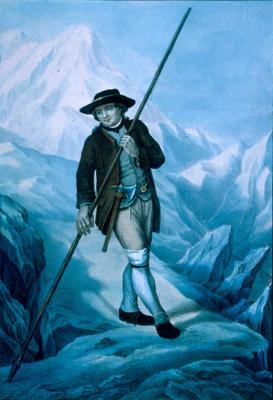
Pierwszy zdobywca Mont Blanc Jacques Balmat trzymający alpensztok

Alpensztok (niem. Alpenstock – „alpejska laska”) – pierwotnie leszczynowa żerdź (bogatsi zaopatrywali się w trwalsze, ale droższe kije bambusowe) długości od 1,5 do nawet ponad 2,5 metra, używana przez turystów wędrujących po górach – tak po Alpach, jak i na przykład na ziemiach polskich, na przykład po Tatrach. Na jednym końcu kija znajduje się zazwyczaj ostry metalowy grot, po przeciwnej stronie kij przystosowany jest do wygodnego i pewnego uchwytu, nawet poprzez rękawicę. Niegdyś koniec ten często po prostu owijano na przykład rzemieniem; dodatkowo zaopatrywano go w pętlę przeznaczoną na nadgarstek, zapobiegającą zgubieniu alpensztoka, który jako sprzęt wspomagający alpinistów jest – tak jak ciupaga – poprzednikiem współcześnie używanych czekanów. Jako sprzęt turystyczny nadal bywa wykorzystywany, zazwyczaj jednak współczesne alpensztoki wykonuje się z lżejszych od drewna lub bambusa materiałów (aluminium, tworzywa sztuczne), są też na ogół nieco krótsze lub mają regulowaną długość.
Alpensztok wykorzystywany był także w technikach zjazdowych na nartach. Dopiero na przełomie XIX i XX wieku Norwegowie wprowadzili skuteczniejszą technikę jazdy przy użyciu dwóch kijków (w Tatrach pierwsi dwóch kijków zamiast pojedynczego alpensztoka użyli narciarze lwowscy, wygrywając w sezonie 1910/1911 zawody narciarskie na Kasprowym Wierchu).
Muzeum Tatrzańskie im. dra Tytusa Chałubińskiego w Zakopanem posiada w swych zbiorach kilkanaście alpensztoków.